# Peter Mayhew
Peter Mayhew (15. května 1944, Londýn, Spojené království – 30. dubna 2019, Boyd, Texas, Spojené státy americké) byl britsko-americký filmový herec, který se proslavil především rolí Žvejkala v Hvězdných válkách. Tuto životní roli získal díky své značné výšce 2,21 m.

## Život
Peter Mayhew se narodil v Londýně dne 15. května 1944 a dorostl do značné výšky 2,21 metru. Díky tomu se mu podařilo získat svou první roli. V roce 1976 ztvárnil Minotaura ve filmu Sindibád a Tygří oko. Později si ho vybral režisér George Lucas pro postavu Žvejkala do série Hvězdných válek. Točil i méně známé filmy a seriály, ale Žvejkal byl jeho životní rolí. V závěrečné epizodě Poslední z Jediů zahrál Žvejkala už jeho nástupce, kterému ale dělal během natáčení konzultanta.
Brit Peter Mayhew získal v průběhu života také americké občanství. Zemřel 30. dubna 2019 v 74 letech ve svém domě v americkém Texasu.